# Jonathan Ross
För politikern se Jonathan Ross (senator).
Jonathan Stephen Ross, OBE, född 17 november 1960 i Camden, London, är en prisbelönad brittisk programledare i radio och tv. Han är Storbritanniens genom tiderna bäst betalda tv-programledare med ett kontrakt värt £6 million per år (motsvarande c:a 80 miljoner kronor). Ross främsta arbetsgivare var till sommaren 2010 BBC för vilka han presenterat The Film programme sedan 1997, sin egen talkshow Friday Night with Jonathan Ross sedan 2001 och en radioshow på BBC Radio 2 sedan 1999. Under juli 2010 avslutade Ross sitt samarbete med BBC för att istället byta till kommersiella konkurrenten ITV och en liknande talkshow där. I Sverige började BBC Entertainment under sommaren 2009 att visa talkshowen på fredagkvällarna med repriser under helgen.  
Ross har även under många år varit panelmedlem i They Think It's All Over och var under flera år programledare för British Comedy Awards åren 1991-2007 som tv-sändes på ITV. Ross är känd för sin utmärkande röst, egen klädstil och sitt lättsamma sätt att leda sin program på. Ross programledarskap är vågat, vilka många ser som ett risktagande och resultatet har blivit att han ofta hamnar i kontroverser vilket till slut fick honom att lämna BBC.

## Kontraktet med BBC och bytet till ITV
I april 2006 läckte Jonathan Ross och en rad andra BBC-personligheters löneuppgifter till kvällspressen.
Det påstods då av en person anställd av BBC att Ross tjänade £530,000 (motsvarande £10,000 per show) varje år för att leda sitt program på Radio 2.. Uppgifterna orsakade stor kontrovers i media och BBC anklagades för att utnyttja sin särställning inom media för att konkurrera ut sina kommersiella konkurrenter med programledarlöner som de privata bolagen aldrig skulle kunna betala. BBC valde att aldrig officiellt kommentera uppgifterna. Ross själv valde dock att i sitt program ge en vink om att uppgifterna var överdrivna. Utöver det ska det tilläggas att Ross program görs av ett fristående produktionsbolag och att den så kallade "lönen" skulle täcka hela produktionskostnaden inklusive hans producent och medproducent i showen Andy Davies.
I juni samma år hamnade BBC i ett lönekring med ITV när Jonathan Ross kontrakt skulle förnyas. Det spekulerades i att ITV:s erbjudande var bättre och att bolaget därigenom skulle kunna köpa över landets mest populära programledare. Ross blev efter detta Storbritanniens bäst betalda programledare och personlighet i TV och radio med ett kontrakt som sträcker sig fram till 2010, värt £18 miljoner (£6 million/år). Under sommaren 2010 fick Jonathan Ross ett rekordkontrakt med ITV där han med start under hösten 2010 leder en egen talkshow liknande den han gjorde för BBC.

## Talkshowen "Friday Night with Jonathan Ross"
Friday Night with Jonathan Ross var Jonathan Ross humoristiska talkshow med internationellt kända gäster som sändes varje fredag kl 22.35 på BBC One fram till juli 2010. Programmet var ett av flaggskeppen på BBC One som är Storbritanniens mest sedda tv-kanal. Första programmet visades den 2 november 2001 och sändes under nio säsonger fram till sommaren 2010. I Sverige började BBC Entertainment under sommaren 2009 att visa programmet på fredagarna med repriser under helgen. I programmet skämtar Ross om aktuella händelser, intervjuar internationella kändisar (oftast tre per program) och en aktuell artist / band bjuder på ett musikaliskt framträdande.  
Programmet spelas in i HDTV och sänds även via BBC HD. Studio TC4 i BBC Television Centre i London, där programmet spelas in, har nyligen uppgraderats med fullständig HD-teknik, vilket gör den till den tredje studion i Television Centre som uppgraderas till HD (de två första var TC1 och TC8).
Talkshowen var under ett par veckor borta från BBC när Jonathan Ross och komikern Russell Brand båda blev avstängda från sina respektive tv- och radioprogram som en följd av de busringningar som duon hade gjort på BBC Radio 2. Som en följd av händelserna valde Jonathan Ross att lämna BBC under juli 2010 till förmån för ett rekordkontrakt med kommersiella ITV.